# 青龙街道 (成都市)
青龙街道，是中华人民共和国四川省成都市成华区下辖的一个乡镇级行政单位。

## 行政区划
青龙街道下辖以下地区：
西林社区、东林社区、海滨湾社区、新山社区、昭青社区、仁义社区和昭觉社区。